# XQuery
XQuery е език за заявки (query language), разработен за обработка на данни във формат XML. XQuery използва XML като свой модел от данни.
XQuery 1.0 е разработен от работната група на XML Query в състава на организацията W3C. Тази работа се координира от друга работна група, работеща над XSLT 2.0. Тези две групи разделят отговорността за XPath 2.0, влизащ в състава на XQuery 1.0. 3 ноември 2005 г. XQuery 1.0 получил статуса W3C Candidate Recommendation, а 23 януари 2007 г. XQuery 1.0, едновременно с XSLT 2.0 и XPath 2.0, получил статуса на официален стандарт (W3C Recommendation). В сегашно време се извършват работи по развитие на този стандарт, с добавяне на изрази за свободно търсене на текст, както и за внасяне на изменения в XML документите и бази данни, както и за процедурни операции.
В рамките на стандарта SQL:2006 са разработени механизми за вграждане на XQuery-заявки направо в SQL-заявките.

## Пример
```
 
<
html
><
head
/><
body
>

 {
   for $act in doc("hamlet.xml")//ACT
   let $speakers := distinct-values($act//SPEAKER)
   return
     
<
span
>

       
<
h1
>
{ $act/TITLE/text() }
</
h1
>

       
<
ul
>

       {
         for $speaker in $speakers
         return 
<
li
>
{ $speaker }
</
li
>

       }
       
</
ul
>

     
</
span
>

 }
 
</
body
>

</
html
>

```